# Tommi Vaiho
Tommi Vaiho (sinh ngày 13 tháng 9 năm 1988) là một cầu thủ bóng đá người Thụy Điển thi đấu cho Djurgårdens IF ở vị trí thủ môn.

## Sự nghiệp
Vaiho khởi đầu sự nghiệp cùng với IF Brommapojkarna và năm 2003 chuyển đến Djurgårdens IF.
Anh gia nhập câu lạc bộ bắt đầu từ đội trẻ đầu mùa giải 2005, nhưng anh vẫn có màn ra mắt tại Allsvenskan cho DIF, anh chỉ thi đấu 3 trận tại Cúp bóng đá Thụy Điển. Sau đó anh được cho mượn đến Värtans IK mùa giải 2007 và năm 2008 đá 11 trận cho IK Frej tại Hạng đấu 2 Norra Svealand. Vaiho rời đi theo dạng cho mượn đến Vasalunds IF vào tháng 1 năm 2009. Anh trở lại Djurgården sau mùa giải. Vaiho ra mắt tại Allsvenskan vào ngày 14 tháng 3 năm 2010, trước BK Häcken.
Vào ngày 8 tháng 12 năm 2016 Vaiho ký hợp đồng 3 năm cùng với Djurgårdens IF.